# Luis Fernando Centi
Luis Fernando Centi (Savona, Italia, 16 de septiembre de 1976), futbolista italiano de ascendencia Colombiana. Juega de centrocampista y su equipo actual es el Ascoli de la Serie B italiana.

## Clubes
| Club               | País   | Año       |
| ------------------ | ------ | --------- |
| Piacenza Calcio    | Italia | 1994-1995 |
| Carpi              | Italia | 1995-1997 |
| Ospitaletto        | Italia | 1997-1998 |
| Pro Patria         | Italia | 1998-1999 |
| Varese             | Italia | 1999-2000 |
| Calcio Como        | Italia | 2000-2001 |
| Varese             | Italia | 2001-2002 |
| FC Lumezzane       | Italia | 2002-2004 |
| Treviso            | Italia | 2004-2005 |
| AS Livorno Calcio  | Italia | 2005-2006 |
| Atalanta Calcio    | Italia | 2006-2007 |
| Ascoli Calcio 1898 | Italia | 2007-?    |

- Datos: Q1612259